# Alfarería negra de La Palma

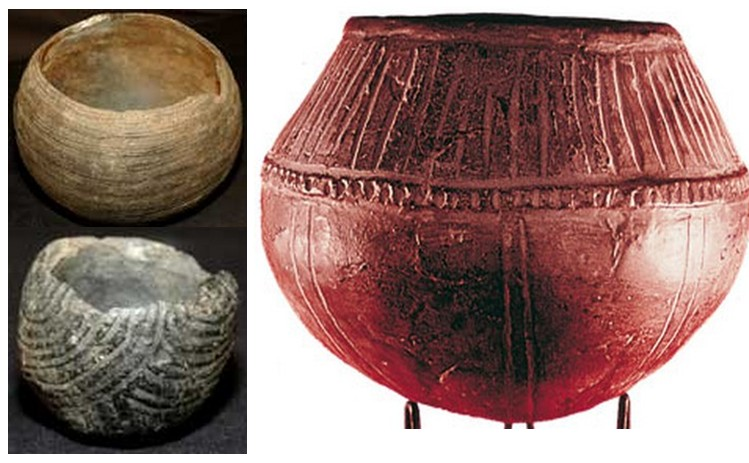
Restos arqueológicos de cerámica benahoarita.

La alfarería negra de La Palma es heredera de la cerámica aborigen canaria arraigada en esta isla y con señas de identidad propias. También conocida como cerámica auarita, sobresale por la armonía de sus formas y la variedad y cantidad de  motivos geométricos ornamentales incisos.
El método de trabajo era muy primitivo, sin torno, elaborándose las piezas haciendo churros de barro, con el sistema conocido como de urdido. Los hornos, a cielo abierto, eran simples hoyos en el suelo, forrados de materia vegetal a modo de aislante, sobre los que se depositaban vasijas y leña.

## Origen y recuperación
Los principales estudios dedicados a la alfarería palmera insisten en su origen bereber, alertados por la similitud con la que, aún en el umbral del siglo XX, hacen las mujeres rifeñas al norte de Marruecos. En algunas piezas, la decoración era tan profusa que se necesitaban varios días para completarla; es el caso de algunas de las vasija encontradas en 1932 en Tiguerorte y actualmente en la colección de la Sociedad La Cosmológica.
El investigador Lorenzo Perera cita ocho loceras trabajando en toda la isla de La Palma en 1914, cuatro en 1930 y dos en 1960. Anuncia Vidal García, considerada la última alfarera por herencia familiar, murió en 1980. Aunque llevaba años ya sin hacer loza, su colaboración con la Escuela de Artesanía local permitió que la esencia aborigen enriqueciera la experiencia de ceramistas jóvenes ajenos a la tradición. Así ocurriría con Vina Cabrera y Ramón Barreto, nacidos en La Palma en el barrio de viñedos de Hoyo de Mazo. Su labor artesana comenzó cuando, emigrantes un día, regresaron de Venezuela con unas nociones básicas de cerámica. En el viejo molino fabricado por Isidoro Ortega, encontraron los restos arqueológicos que coleccionaba Miriam Cabrera, entonces directora de la Escuela Insular de artesanía y hermana de Vina, que inspiraron sus primeros intentos de reproducción (1975). Con el tiempo, su taller de cerámica se convirtió en un museo etnográfico de la isla de La Palma.

## Fases arqueológicas

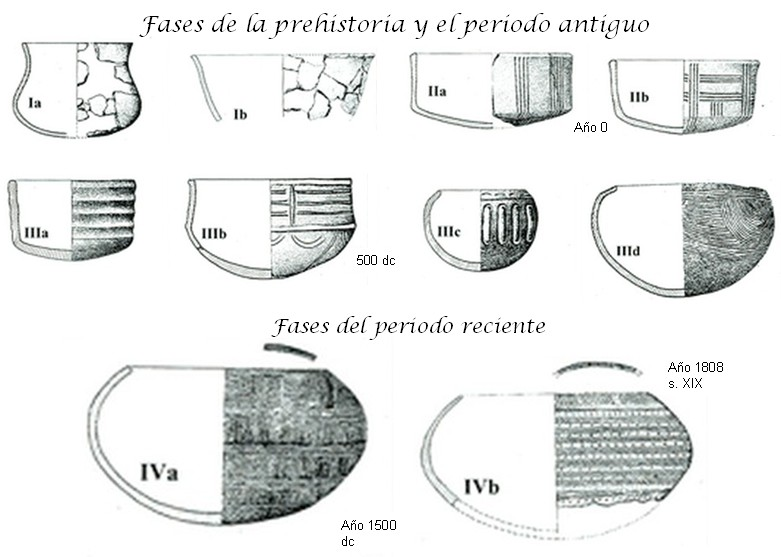
Fases de la alfarería auarita: I y II, prehistoria; III, periodo antiguo precolombino benahoarita (500 a 1500); y periodo colonial, hasta inicio del.

### Fase I
Agrupa las cerámicas más antiguas, con arcillas bastas cocidas a poca temperatura. Las formas son de tendencia esférica, semiesférica, paraboloide o troncocónica, de superficies lisas y en general sin decoración.

### Fase II
Piezas de mayor calidad. Mejores arcillas e innovación en el uso de polvo cenizas volcánicas como desgrasante homogéneo en la pasta, como cenizas volcánicas trituradas. Formas cilíndricas o troncocónicas, de labios engrosados y, aunque menos abundantes, pequeñas vasijas anforoides y tofios (vasos de gran vertedero). Superficies aún lisas pero con mayor ornamentación que evoluciona de pequeñas incisiones a acanaladuras más claras, con haces de tres a seis líneas verticales agrupadas, con espacios limpios en medio. En ocasiones convergen en un motivo radial o soliforme, y en ocasiones en espirales y círculos concéntricos.

### Fase III
Cubre el periodo precolombino benahoarita (500 a 1500), y técnicamente se diferencian varias subfases. 
- Inicialmente se mantienen las formas y la decoración típicas de la segunda fase, alternando haces de acanaladuras verticales y horizontales, aunque comienzan a introducirse tenues impresiones en bandas horizontales o superpuestos a las acanaladuras. El relieve resultante, que acabaría sustituyendo a las acanaladuras, se obtenía desplazando la pasta con lapas marinas con funciones de espátula. La base del recipiente continúa ornamentándose con soliformes o círculos concéntricos.

- Esta tercera fase evoluciona hacia cerámicas con carena baja o media. Las piezas progresivamente esferoides, empiezan a decorarse con impresiones o acanaladuras combinadas con relieves muy acusados y motivos rectilíneos y curvilíneos. En los haces radiales de la parte inferior, el dibujo se completa con semicírculos aislados o concéntricos entre los haces de radios. Asimismo, a medida que aumentan las carenas, la decoración queda restringida al tercio o la mitad superior y desaparece totalmente en la base; el recurso más frecuente es el óvalo o "gallón de relieve". El labio de la vasija se encuentra también decorado.

- El periodo más tardío de esta tercera fase se caracteriza por el especial desarrollo de la decoración con motivos curvos y círculos concéntricos, combinados con haces rectilíneos paralelos verticales y horizontales. También se encuentran motivos meandriformes.

### Fase IV
En esta última fase evolutiva de la cerámica negra benahoarita es evidente la influencia de visitantes procedentes del Noroeste de África, que debieron llegar a la isla de La Palma en torno al año 900. Incluye, en una subfase que engloba el periodo más reciente, muestras producidas tras la colonización y hasta el inicio del siglo XIX; además de las vasijas, aparecen pequeños discos decorados o colgantes, así como figuras geométricas o antropomorfas con supuesta finalidad mágico-religiosa. En conjunto se caracteriza por una ruptura o alteración de los procesos anteriores.
- Inicialmente son frecuentes las formas elipsioides horizontales o esféricas con decoración que cubre toda la vasija. Se perciben nuevas técnicas de ejecución en las técnicas de impresión: basculante, ungular (a uña), a peine, punteado perpendicular, punteado oblicuo, punteado prolongado en incisión, surco. Más tarde, se simplifican las técnicas y motivos decorativos, reducidos a incisiones continuas o discontinuas o variantes de impresiones de punteados dispuestas en bandas horizontales alternantes.[6]

### Piezas especiales
De entre los restos de ajuar conservados, resultan especialmente peculiares unos pequeños cuencos que pudieron emplearse como recipientes para ungüentos, medicinas u otros valiosos contenidos.
Otra pieza característica es el "fonil", probablemente usado tras el ordeño del ganado caprino como colador de leche.